# Les Mathes
Les Mathes je francouzská obec v departementu Charente-Maritime, v regionu Poitou-Charentes. V roce 2007 měla 1 675 obyvatel.